# Saint-André-Capcèze
Saint-André-Capcèze là một xã ở tỉnh Lozère trong vùng Occitanie, phía nam nước Pháp.